# 彼女の彼は、彼女
『彼女の彼は、彼女』 （かのじょのかれはかのじょ、Gazon Maudit）は、1995年制作のフランス映画。
ジョジアーヌ・バラスコ監督・脚本作品。主演はスペインのペドロ・アルモドバル監督作品の常連、ビクトリア・アブリル。
レズビアンの女性と、彼女を“彼”にした主婦と、その夫の三角関係の大騒動を描いたコメディ。

## ストーリー
夫のローランと2人の子供がいる平凡な主婦、ロリ。ローランは親友アントワーヌと口裏を合わせ浮気を楽しんでいた。ある日、ロリは男性的なレズビアンのマリジョーと出会い恋に落ちる。やがて、夫の浮気を知り激怒したロリは、マリジョーを家に入れて、夫を寝室から叩きだした。そして3人の奇妙な同居生活が始まった…。

## キャスト
- ロリ：ビクトリア・アブリル
- マリジョー：ジョジアーヌ・バラスコ
- ローラン：アラン・シャバ
- アントワーヌ：ティッキー・オルガド
- ディーゴ：ミゲル・ボゼ
- ダニー：カトリーヌ・イーグル（フランス語版）
- 売春婦：カトリーヌ・サミー（フランス語版）
- ドロシー：テレシュ・ブアマン（フランス語版）
- カトリーヌ・ラシュン（フランス語版）
- ミシェル・ベルニ（フランス語版）

## 補足
原題の「Gazon Maudit」とは、「呪われた芝生」「禁断の芝生」という意味があり、女性同士の愛を意味する。Gazon は女性の性シンボルを指す隠語。Maudit は同性愛者のこと。